# Sofía Rálli
Sofía Rálli (en grec moderne : Σοφία Ράλλη), née le 4 mars 1988 à Náoussa, est une skieuse alpine grecque, spécialiste des épreuves techniques.

## Biographie
Participant aux Jeux olympiques d'hiver de 2010 à Vancouver et de 2014 à Sotchi, elle est choisie pour être porte-drapeau de la délégation grecque aux Jeux olympiques de 2018 à Pyeongchang. Son meilleur résultat est 38e du slalom en 2014.
En janvier 2007, elle prend le départ de sa seule course dans la Coupe du monde à Cortina d'Ampezzo.
La Grecque compte aussi six participations entre 2009 et 2019 et se classe au mieux 40e, sur le slalom de Val d'Isère en 2009.